# Электрический соединитель
Электри́ческий соедини́тель (разъём) — электротехническое устройство, предназначенное для механического соединения и разъединения электрических цепей.
Разъём обычно состоит из двух или более частей — вилки (той части соединителя, из которой выступают штыри, или штыревые контакты) и соответствующей ей розетки (той части соединителя, в которой находятся углубления для штырей, или гнездовые контакты). ГОСТ IEC 60050-151-2014, введённый в действие в качестве национального стандарта Российской Федерации с 1 октября 2015 года приказом Федерального агентства по техническому регулированию и метрологии от 24 ноября 2014 г. № 1561-ст, даёт другое определение розетке и вилке.
Штепсельная розетка — соединитель, присоединенный к аппарату, конструктивному элементу и т. п. Примечание — контактные элементы штепсельной розетки могут быть гнездовыми контактами, штыревыми контактами или и теми и другими. Назван розеткой по аналогии с круглым элементом декора, крепящемся на стене или потолке. Сам же декор получил название от слова «роза». В дальнейшем розеткой стали называть любые аналогичные устройства, не обязательно электрические.
Штепсельная вилка — соединитель, присоединённый к кабелю. Гнездо — источник электропитания; вилка — потребитель: в разомкнутом состоянии на вилке соединения не должно быть напряжения.
В профессиональной деятельности и в быту часто говорят «разъём», «штекер» (от нем. Stecker «вилка»). Иногда вилку и розетку называют соответственно словами «папа» и «мама» (англ. «male» и «female» соответственно), особенно если обе части соединителя не закреплены на монтажной поверхности. Эти названия не являются официально признанными терминами (то есть такое словоупотребление ненормативно), однако часто используются электронщиками.

## Устройство
Электрическое соединение совершается путём создания электрического контакта между проводниками. Число контактов определяется назначением разъёма и может составлять от одного до нескольких тысяч. Конструктивно электрический соединитель состоит, как правило, из двух частей: вилочной (вилки) и розеточной (розетки). Каждая из частей в свою очередь обычно состоит из корпуса и изолятора с контакт-деталями.
Корпус соединителя бывает разборным и неразборным; изготавливаются корпуса из пластика, резины, керамики, металла и других материалов. Изолятор — деталь вилки или розетки, расположенная внутри корпуса и предназначенная для механического крепления контакт-деталей и электрической изоляции их друг от друга. Изготавливается из пластика или керамики. В неразборных корпусных частях соединителя изолятор обычно отсутствует.
Контакт-деталь — деталь, соприкасающаяся с другой при сочленении частей электрического соединителя для образования электрического контакта. Изготавливается из металла с хорошей электропроводностью (сплавов алюминия или меди) и часто покрывается благородными металлами (серебро, золото, платина) для предотвращения окисления. Часть контакт-детали, к которой присоединяются металлические жилы провода или кабеля, называется хвостовиком электрического соединителя. По способу соединения с жилами провода различают хвостовики для пайки, сварки, обжимки и накрутки. Для закрепления экрана кабеля к кожуху или корпусу электрического соединителя служит деталь под названием экранный зажим.
Кабельный зажим — деталь на монтажной стороне части соединителя, обеспечивающая защиту хвостовиков электрического соединителя от механических усилий. В соединителях, использующихся на неподвижных устройствах и агрегатах, кабель в корпус соединителя может вводиться через круглое отверстие. Кабель соединителя, установленного на подвижных частях устройств и агрегатов, может подвергаться изгибам и натяжениям, что может привести к повреждению жил кабеля в месте присоединения к контакт-деталям или повреждению самих хвостовиков. Чтобы этого не произошло, соединители оснащают специальным кабельным зажимом, либо устройством защиты от натяжения и скручивания, либо и тем и другим одновременно. Соединитель, предназначенный для работы в пыльной и влажной среде дополнительно оснащается уплотнителем (прокладкой) и заглушкой — деталью, предназначенной для защиты контакт-деталей и изолятора от механических и климатических воздействий.
Для исключения возможности ошибочного соединения большинство разъёмов выполняют с ориентирующими элементами, на профессиональном жаргоне часто называемыми «ключами».
Ориентирующий элемент — это направляющие в форме разных выступов и пазов, обеспечивающие при сочленении взаимную ориентацию частей электрического соединителя. Ориентирующие элементы предназначены, как правило, для того, чтобы каждый контакт одной части соединителя соединился с предназначенным ему ответным контактом другой при сочленении.
Соединитель представляет собой, как правило, парное устройство: часть «папа» (англ. male plug; по ГОСТ — вилочная часть) содержит штыревые контакты (штыри); «мама» (англ. female plug; по ГОСТ — розеточная часть) содержит гнездовые контакты. Штыревые и гнездовые контакты, соприкасающиеся при образовании электрического контакта, совместно именуются контакт-деталями. Штыревая контакт-деталь предназначена для ввода в гнездовую и электрического контактирования с ней по своей внешней рабочей поверхности, а гнездовая — со штыревой по своей внутренней рабочей поверхности. Гнездовая контакт-деталь обычно представляет собой одну или две пружинящие пластины. При сочленении соединителя штырь касается пластин, которые, изгибаясь, охватывают его, обеспечивая постоянный электрический контакт.
Существуют и соединители, содержащие в одной части как штыревые, так и гнездовые контакты. В русскоязычной технической и справочной литературе такие соединители называются гибридами электрического соединителя. В англоязычной литературе такие разъёмы называют гермафроди́тными (англ. hermaphroditic) или беспо́лыми (англ. genderless, sexless).
Значительное распространение имеют разъёмы, в которых отсутствуют контактные штыри и, соответственно, обхватывающие их контакты. Вместо штырей используются контактные площадки, которые выглядят равнозначно с обеих сторон разъёма (например, у разъёма USB или у процессоров фирмы «Intel» семейства Core).
В советской технической литературе была однозначно принята классификация по признаку «розетка-гнездо-штекер» с возможным дополнительным уточнением типа и самих контактов «папа» или «мама» .
Таким образом, учитывая обе эти классификации, получается четыре группы разъёмов:
- часть, располагаемая на основной (неподвижной) части устройства:

- гнездо «мама»;
- гнездо «папа»;

- часть, располагаемая на подвижной части (кабеле):

- штекер «мама»;
- штекер «папа».

## Классификация
В подавляющем большинстве стран мира, как и в России, используются розетки типа С с круглыми отверстиями. Однако не во всем мире такая форма розеток. В некоторых странах вид розеток отличается. Также иногда варьируется стандарт напряжения.
В зависимости от области использования и типа оборудования разъёмы классифицируются по:
- назначению (сигнальные, питающие, аудио-, видео-, компьютерные и прочие);
- напряжению (низковольтные, высоковольтные);
- силе тока (слаботочные, сильноточные);
- диапазону частот проходящего через них тока (на переменный ток (англ. АC), на постоянный ток (англ. DC); низкочастотные, высокочастотные);
- методу монтажа (на панель, на провод, на шасси);
- способу подключения провода к контакту (винтовая клемма, обжим, пайка);
- защищённости от внешней среды (для оценки которой чаще всего используется система IP. Самая высокая степень защиты — IP68).

Общие характеристики:
- число контактов;
- допустимое напряжение и ток;
- контактное давление;
- контактное сопротивление;
- электрическая прочность;
- сопротивление межконтактной изоляции;
- диапазон рабочих частот;
- габариты;
- допустимые климатические и механические условия эксплуатации;
- гарантированное количество циклов коммутации.

Существуют по классификации и материалам, применяемым в розетках, латунные и бронзовые. Самые распространённые — латунные по внутреннему составу. Розетки существуют в исполнениях для скрытой установки (встраиваемые) и для открытой (накладные).
На сегодняшний день используется огромное число типов соединителей (разъёмов). Вот лишь некоторые их распространённые типы:
- разъёмы IEC, служащие для подключения питания напряжением до 250 вольт по спецификации IEC 60320 (ранее IEC 320): C13/C14, C15/C16, C19/C20 и прочие;
- разъёмы BNC — разъёмы с байонетной фиксацией, служащие для подключения коаксиального кабеля диаметром до 8 мм;
- разъёмы TRS/TRRS или «jack» («джек», «мини-джек» и «микро-джек») — разъёмы диаметром 6,35 (1/4″), 3,5 или 2,5 мм. Применение:
  - передача аудиосигнала в различной технике:
    - профессиональное музыкальное оборудование: микшерные пульты, электрогитары и гитарные усилители, электронные ударные установки;
    - наушники профессионального и любительского уровня, микрофоны, гарнитуры к телефонам, рациям и т. п.;
    - звуковые карты компьютеров;
    - акустические системы, используемые преимущественно для компьютеров и мультимедийной техники;
    - портативная техника: плееры, видеокамеры, мобильные телефоны, цифровые фотоаппараты;

  - передача других сигналов:
    - синхронизаторы для профессиональных студийных фотографических вспышек;
    - подключение ИК-приёмника для ПДУ;
- разъёмы RCA (в просторечии — «тюльпаны»), служащие для подключения бытовой аудио- и видеотехники;
- разъёмы XLR, используемые для подключения профессиональной аудио, видео и световой аппаратуры;
- разъёмы SCART, используемые для подключения видеотехники (передача команд и аналоговых и цифровых данных между телевизорами и источниками видеосигналов типа проигрывателей: видеомагнитофон, DVD-проигрыватель);
- разъёмы RJ («registered jack») — малогабаритные пластмассовые разъёмы прямоугольной формы, используемые для соединения телекоммуникационного оборудования;
- разъёмы D-sub — несколько компактных соединителей, служащих для передачи слаботочных сигналов;
- микроразъёмы ленточного типа — соединители, разработанные фирмой «Centronics» и использующиеся в следующих интерфейсах:
  - интерфейс, служащий для подключения устройств к шине цифровых измерительных приборов. Описан в международном стандарте IEEE 488;
  - параллельный интерфейс, служащий для подключения периферийных устройств (принтера, сканера и прочих) к персональному компьютеру. Описан в международном стандарте IEEE 1284-B;
  - интерфейс SCSI-1 (50-контактный соединитель);
  - интерфейс для подключения телефона (50-контактный соединитель RJ21);
  - интерфейс USB;
  - интерфейс IEEE 1394, служащий для подключения различных устройств к шине компьютера. Различные фирмы называют интерфейс по‑разному:
    - Apple — FireWire;
    - Sony — i.LINK;
    - Yamaha — mLAN;
    - TI — Lynx;
    - Creative — SB1394.

Энциклопедический словарь содержит перевод нем. Stecker в двух равноценных статьях: «штеккер» и «штекер».

## Силовые розетки
Имеют, в зависимости от типа, от двух до пяти отверстий, в которых находятся контакты под напряжением. Розетки специального назначения могут иметь и большее количество контактов.
Силовые розетки бывают как для однофазной, так и для трёхфазной сети, различных степеней защиты, также с различными механизмами защиты от случайного проникновения («защита от детей»).
Также применяются в переносных удлинителях и разветвителях.
В большинстве силовых розеток 220/380 В для обеспечения контакта используется упругость полоски из малоупругого контактного металла, обычно латуни, а в дешевых розетках из стали (то есть плоская пружина). Малая упругость материала и большие нагрузки на изгиб в плоской пружине (см. закон Гука) при частом включении/выключении приводят со временем к тому, что плоская пружина теряет упругость, контакт становится хуже, что приводит к излишнему нагреву или контакт совсем пропадает и розетка перестаёт функционировать. Более надёжные розетки, в которых упругая винтовая пружина, через прижимную пластину, прижимает штырь вилки к контактной пластине розетки, или контакты дополнительно усилены пружиной.
Розетки с основой из керамики менее пожароопасны, чем пластмассовые. В настоящее время в подавляющем большинстве в качестве основы применяются термопласты, например PC (поликарбонат), которые отличаются стойкостью к высоким температурам и не поддерживают горение.
В России распространены типы C («советская», двухполюсная) и F («евро», трёхполюсная). При этом тип C допустим только в жилых зданиях, а в новых зданиях розетки должны устанавливаться только тип F, а установленные постепенно меняться на тип F.
По типу проводки розетки бывают открытыми (для открытой проводки; также называемые накладными) и закрытыми (для скрытой проводки; также называемые встраиваемыми).
По степени пылевлагозащищенности:
- Смотри таблицу степеней защиты IP

Кроме того, розетки имеют ряд параметров: максимальный ток, максимальное напряжение, надёжность и т. п. Практически все розетки обычной бытовой однофазной сети напряжением 220 В выпускаются с запасом до 250 В.
Электрические розетки часто оборудуются защитными приспособлениями: шторками (внутри, открываются только при одновременном воздействии на обе шторки, и в рекламе утверждается что ребенок не сможет вставить один гвоздь) и крышками (снаружи, защищают розетку от внешних воздействий).
С 2018 года рекомендацией МЧС России был утвержден современный метод защиты розеток от искрения, перегрева и возникновения огня, для этого в монтированный в стене подрозетник необходимо установить противопожарную пластину, которая в случае выделения избыточного тепла, искрения или возникновения открытого огня выделяет огнетушащее вещество (перфтор — 2-метил-3-пентанон) разрушая на химическом уровне процесс горения.

## Сигнальные (информационные) розетки
В СССР для подключения радиоточек использовались розетки стандарта, похожего на стандарт для силовых розеток. Для того, чтобы отличать эту розетку от силовой, на ней делалась надпись «радио» (соответствующая надпись была и на вилке). Однако в связи со случаями включения радиоточек в розетку 220В, для установки радиоточек стали применять розетки РПВ-1 и РПВ-2 (для скрытой проводки), похожие на переходную розетку A/C.

## Телефонные розетки
Слаботочные розетки, для подключения кабеля проводных и беспроводных телефонных аппаратов к телефонной сети. Ответная часть розетки — штекер, предназначенный для оконцовки кабеля (монтажа разъёма на конец кабеля) Существует несколько стандартов:
- TAE (немецкий и французский стандарт)

- Штекеры стандарта RJ
- Штекер стандарта TAE
- RJ-9 для подключения трубки и гарнитуры к IP-телефону

### Registered Jack
- RJ-9 (P4C4). Разъёмы RJ-9 (P4C4) Используются для соединения телефонных аппаратов с телефонными трубками (микротелефонный). RJ расшифровывается, как Registered Jack[7].
- RJ-11 (P6C4, Р6С2). Разъёмы RJ-11 (P6C4, Р6С2) чаще всего используются в телефонии для коммутации телефонных аппаратов с телефонной линией (линейный). Разумеется, что штекеры обоих стандартов разъёмов (RJ-9 и RJ-11), несовместимы друг с другом: сделано это специально во избежание путаницы.

### РТШК-4
Стандарт на телефонные розетки обозначавшиеся (в четырёхконтактном варианте) GTN-4 и соответствующие вилки WT-4 был разработан и внедрён в Польше (серия BN-90/3213-22). Стандарт был адаптирован в СССР как ГОСТ 8810-81 Розетки и вилки телефонные, согласно которому четырёхконтактная розетка обозначалась РТШ(К)-4 (аббревиатура расшифровывается как «розетка телефонная штепсельная с конденсатором 4-контактная»), а вилка — ВТ-4 (расшифровывается «вилка телефонная»). Также существовали менее распространённые шестиконтактные варианты вилок — WT-6, ВТ-6 и розеток — GTN-6, РТШК-6. До внедрения розетки телефон подключался неразъёмным способом, с помощью специальной отводной коробки. Все розетки РТШК в помещении должны были включаться в цепочку, при отключении всех аппаратов из которой линия замыкалась конденсатором ёмкостью 1 мкФ, что обеспечивало возможность проверки исправности линии при отключённом телефонном аппарате. Конденсатор устанавливался обычно в одну, самую последнюю, розетку. После упразднения стандарта в 1992 году производятся розетки и вилки данного стандарта совмещённые с разъёмом RJ-11.
- Розетки и вилки РТШ(К), GTN, ВТ, WT
- Совмещённая телефонная розетка, включающая в себя разъёмы РТШК-4 и RJ-11
- Совмещённая телефонная вилка, включающая в себя разъёмы РТШК-4 и RJ-11
- Штекеры RJ-11 и РТШК-4, соединённые телефонным проводом
- Сравнение розеток GTN-6 и GTN-4
- Разобранная розетка GTN-6c (аналог РТШК-6), виден конденсатор 1 мкФ

| Розетка | Розетка | Розетка с конденсатором | Розетка с конденсатором | Вилка | Вилка | Число контактов |
| BN      | ГОСТ    | BN                      | ГОСТ                    | BN    | ГОСТ  | Число контактов |
| ------- | ------- | ----------------------- | ----------------------- | ----- | ----- | --------------- |
| GTN-4   | РТШ-4   | GTN-4c                  | РТШК-4                  | WT-4  | ВТ-4  | 4               |
| GTN-6   | РТШ-6   | GTN-6с                  | РТШК-6                  | WT-6  | ВТ-6  | 6               |

## Розетки для компьютерных сетей
Конструкция старых типов локальных сетей, на коаксиальном кабеле, была такова, что исключала наличие настенных розеток (см. 10BASE5, 10BASE2). Возможность использовать настенные розетки пришла с распространением локальных сетей на витой дифференциальной паре проводов (см. 10BASE-T, 100BASE-T4, 100BASE-TX). Такие розетки называют RJ-45 или, более правильно, «8P8C» — 8 посадочных мест с 8 же контактами. Современные розетки этого типа выполняются либо накладными (обычно параллелепипед с одним или несколькими отверстиями в торце), либо для встраивания в стену (отдельно либо в составных изделиях).
В офисных зданиях для упрощения разводки иногда применяют как для телефонов, так и для компьютеров, исключительно розетки 8p8c, которые потом подсоединяются на кросс-панели в серверной комнате либо к компьютерной сети, либо к телефонной сети, исходя из потребностей фирмы. (Телефонный разъём RJ-11 входит и корректно фиксируется в разъём RJ-45, при этом 4 контакта RJ-11 соединяются с средними 4 контактами разъёма RJ-45.)

## Прочие типы розеток
Разнимаемое соединение настолько удобно, что его используют внутри и снаружи многих радиоэлектронных и силовых устройств. Иногда вмещающие части таких соединений тоже называют розетками, а вставляемые — вилками.
Информационные розетки могут быть не только проводными, но и оптическими. Оптические розетки в большинстве случаев используются для передачи дискретных сигналов, как например сигналы компьютерных сетей (FOIRL, 10BASE-F, 10BASE-FL, 100BASE-SX, 100BASE-FX и т. д.) или звуковые сигналы в цифровой форме (TOSLINK).

## Конструирование
Создание нового современного соединителя является нелёгкой задачей: разработчик должен рассмотреть, помимо технико-экономических и экологических факторов, ещё и требование намеренной несовместимости. Новый разъём не должен допускать ошибочное включение в имеющиеся в практической эксплуатации прочие виды соединителей, количество которых весьма велико, и разработчик должен иметь представление о каждом из них. Неполное соблюдение этого требования на практике приводит к тому, что, например, вилка разъёма USB типа А подходит к Ethernet-розетке, а значит, рано или поздно может быть в неё подключена по ошибке. Хотя в бытовых условиях эта конкретная ситуация электрически безопасна, тем не менее она порой приводит к недоумению. Опасный пример — подключение радиоточки в осветительную сеть: их вилка и розетка часто были полностью совместимы.